# Verlyn Flieger
Verlyn Flieger (nacida en 1933) es una escritora, editora, y profesora del Departamento de Inglés de la Universidad de Maryland en College Park. Se ha especializado en mitología comparada y literatura fantástica moderna, especialmente en los trabajos de J. R. R. Tolkien.
Flieger obtuvo su Maestría en Artes en 1972 y su Doctorado en Filosofía en 1977, ambos en la Universidad Católica de América, mientras que su asociación con la Universidad de Maryland data de 1976.
Sus libros más conocidos son Splintered Light: Logos and Language in Tolkien's World (1983, y edición revisada de 2002); A Question of Time: J. R. R. Tolkien's Road to Faërie, con el que ganó en 1998 el Mythopoeic Scholarship Award para estudios sobre los Inklings; e Interrupted Music: The Making of Tolkien's Mythology (2005).
Ganó por segunda vez el Mythopoeic Scholarship Award para estudios sobre los Inklings en 2002 por Tolkien's Legendarium: Essays on The History of Middle-earth, que coeditó con Carl F. Hostetter.
Es coeditora, junto con Douglas A. Anderson y Michael D. C. Drout, de la revista anual Tolkien Studies: An Annual Scholarly Review, desde su primer volumen publicado en 2004 y hasta el último publicado en 2009.
Flieger también ha escrito un relato fantástico para jóvenes, titulado Pig Tale, y varias historias cortas.

## Publicaciones
Publicaciones como autora:

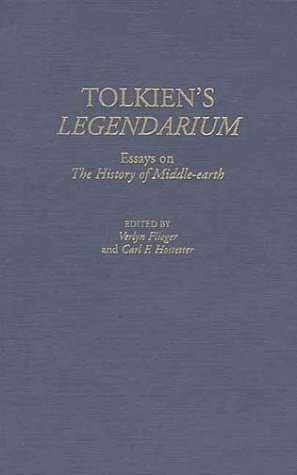
Tolkien's Legendarium, colección de ensayos editada por Verlyn Flieger y Carl F. Hostetter.

- 2005: Interrupted Music: The Making of Tolkien's Mythology, ISBN 0-8733-8824-0
- 2002:
  - Splintered Light: Logos and Language in Tolkien's World (edición revisada), ISBN 0-8733-8744-9
  - Pig Tale (ficción)
- 1988: A Question of Time: J. R. R. Tolkien's Road to Faërie, reimpreso en 2001 con ISBN 0-8733-8699-X
- 1983: Splintered Light: Logos and Language in Tolkien's World

Publicaciones como editora:
- Revista Tolkien Studies: An Annual Scholarly Review, West Virginia University Press (E-ISSN 1547-3155):[2][3]
  - Tolkien Studies 7. únicamente en formato electrónico. 2010.
  - Tolkien Studies 6. únicamente en formato electrónico. 2009.
  - Tolkien Studies 5. 2008. ISBN 978-1-9332-0238-9.
  - Tolkien Studies 4. 2007. ISBN 1-9332-0226-2.
  - Tolkien Studies 3. 2006. ISBN 1-9332-0210-6.
  - Tolkien Studies 2. 2005. ISBN 1-9332-0203-3.
  - Tolkien Studies 1. 2004. ISBN 0-9370-5887-4.
- 2005: Smith of Wootton Major, de J. R. R. Tolkien, edición crítica extendida, ISBN 0-0072-0247-4
- 2000: Tolkien's Legendarium: Essays on The History of Middle-earth (coeditora con Carl F. Hostetter), ISBN 0-3133-0530-7